# Рашип Велики
Рашип Велики је ненасељено острвце у хрватском дијелу Јадранског мора. Налази се у Корнатском архипелагу. Његова површина износи 0,258 km². Дужина обалске линије износи 3,82 km.